# Združena velika loža Avstralije New South Wales
Združena velika loža Avstralije New South Wales je prostozidarska velika loža v New South Walesu, ki je bila ustanovljena leta 1888.
Združuje 522 lož, ki imajo skupaj 30.000 članov.